# Simfonia núm. 2 (Suk)

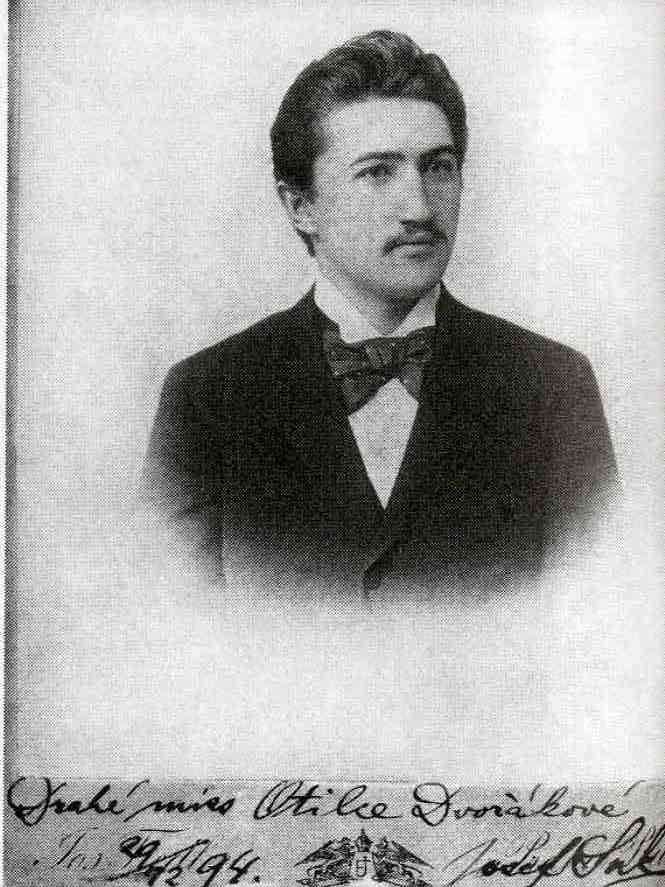
Retrat de Josef Suk amb la dedicació: "A la meva estimada Otilka Dvoáková", 1894

La Simfonia núm. 2, coneguda com a Simfonia Azrael, per a gran orquestra en do menor, op. 27 (1905-1906), va ser escrita per Josef Suk en memòria del seu sogre i professor, Antonín Dvořák (mort el 1904), i la seva muller (la filla de Dvořák) Otilie Suková (nascuda Otilka Dvořáková) (morta el 1905).

## Història
Suk començava a compondre la seva simfonia funeral al començament de 1905, aproximadament vuit mesos després de la mort de Dvořák. La composició fou titulada Azrael, a l'islam, àngel de la mort encarregat de separar l'ànima dels cossos dels morts. El treball es planificà en cinc moviments; els esbossos de tres moviments els acabà en només mig any. El 6 de juliol de 1905, mentre Suk era al mig del treball, la seva muller Otilie moria. Encara que la composició havia de ser també una celebració de la vida i l'obra de Dvořák, el compositor afligit rebutjava el to optimista de la resta del treball. El resultat complet s'acabà el 4 d'octubre de 1906. La simfonia està dedicada "a la memòria exaltada de Dvořák i Otilie". Suk va dedicar els dos últims moviments a Otilie.
La simfonia Azrael és una de les millors obres orquestrals del repertori txec del segle xx. Magnífic violinista, Suk estudià composició amb Antonín Dvořák, establint una relació creativa que es convertiria en personal en casar-se amb la filla del compositor Otylka Dvořák, el 1898.
Malgrat que el deute amb Dvořák resulta clara, llur estil musical després de les primeres obres restava lluny de ser una imitació eslava del seu mestre, i desplega una característica càlida lírica i, sovint, melangiosa.
Mentre les seves obres de la dècada de 1890 mostren clar i ras llur talent, i hagué poc rastre de la seva genialitat fins que dues tragèdies personals el copejaren: la inesperada mort del seu admirat mestre i sogre, Dvořák, el 1904, i la pèrdua de la seva esposa Otylka, un any més tard. Fou llavors quan el talent es transformà en geni, quelcom perceptible en els cinc moviments de la seva simfonia Azrael.
El nom està inspirat en l'àngel bíblic de la mort, i la simfonia és una manifestació de dolor absolutament commovedora; composta a escala gegantina, el consol del quart moviment contrasta amb la tragèdia del finale. Escrita en data relativament primerenca, Azrael fou la primera d'una notable sèrie d'ambicioses obres orquestrals, que inclouen Impressions d'estiu i Maduració.
La interpretació ha de fer una lectura de gran riquesa textura'l. La profunditat de la seva aproximació s'ha de distingir pel seu tractament sensitiu dels nombrosos temes recurrents que confereixen a la simfonia llurs qualitats èpiques, i del Finale, on es desplega una intensa sensació de catarsi.
- I. Andante sostenuto
- II. Andante
- III. Vivace
- IV. Adagio
- V. Adagio e maestoso